# Campeonato Mundial de Ciclismo en Pista de 2017
El CXIV Campeonato Mundial de Ciclismo en Pista se celebró en Hong Kong (Hong Kong) entre el 12 y el 16 de abril de 2017 bajo la organización de la Unión Ciclista Internacional (UCI) y la Federación de Ciclismo de Hong Kong.
Las competiciones se realizaron en el Velódromo de Hong Kong. Fueron disputadas 20 pruebas, 10 masculinas y 10 femeninas.

## Calendario
| ● | Preliminares | F | Final |

| Fecha                | Mi 12       | Ju 13       | Vi 14       | Sá 15       | Do 16       |
| Hora→ Prueba ↓       | 19:00-21:30 | 19:00-21:50 | 19:00-22:10 | 19:00-22:55 | 14:00-17:00 |
| -------------------- | ----------- | ----------- | ----------- | ----------- | ----------- |
| Velocidad ind.       |             |             | ●           | F           |             |
| Velocidad por eqs.   | F           |             |             |             |             |
| Persecución ind.     |             |             | F           |             |             |
| Persecución por eqs. | ●           | F           |             |             |             |
| 1 km contrarreloj    |             |             |             |             | F           |
| Puntuación           |             |             | F           |             |             |
| Scratch              |             | F           |             |             |             |
| Keirin               |             | F           |             |             |             |
| Madison              |             |             |             |             | F           |
| Ómnium               |             |             |             | F           |             |

| Fecha                | Mi 12       | Ju 13       | Vi 14       | Sá 15       | Do 16       |
| Hora→ Prueba ↓       | 19:00-21:30 | 19:00-21:50 | 19:00-22:10 | 19:00-22:55 | 14:00-17:00 |
| -------------------- | ----------- | ----------- | ----------- | ----------- | ----------- |
| Velocidad ind.       |             | ●           | F           |             |             |
| Velocidad por eqs.   | F           |             |             |             |             |
| Persecución ind.     |             |             |             | F           |             |
| Persecución por eqs. | ●           | F           |             |             |             |
| 500 m contrarreloj   |             |             |             | F           |             |
| Puntuación           |             |             |             |             | F           |
| Scratch              | F           |             |             |             |             |
| Keirin               |             |             |             |             | F           |
| Madison              |             |             |             | F           |             |
| Ómnium               |             |             | F           |             |             |

1. 1 2  Hora local de Hong Kong: UTC+8.
2. 1 2  Consiste en cuatro pruebas: scratch, tempo, eliminación y puntuación.

## Medallistas

### Masculino
| Evento                          | Oro | Plata | Bronce |
| ------------------------------- | --- | --- | --- |
| Velocidad individual (15.04)    | Denis Dmitriyev · Rusia                                                                                          | Harrie Lavreysen · Países Bajos                                                                                    | Ethan Mitchell Nueva Zelanda                                                                                |
| Velocidad por equipos (12.04)   | Nueva Zelanda Ethan Mitchell Sam Webster Edward Dawkins 44,049                                                   | Países Bajos · Nils van 't Hoenderdaal · Harrie Lavreysen · Matthijs Büchli · Jeffrey Hoogland · Theo Bos · 44,382 | Francia Benjamin Edelin Sébastien Vigier Quentin Lafargue François Pervis 43,536                            |
| Persecución individual (14.04)  | Jordan Kerby Australia 4:17,068                                                                                  | Filippo Ganna · Italia · 4:21,299                                                                                  | Kelland O'Brien Australia 4:16,909                                                                          |
| Persecución por equipos (13.04) | Australia Samuel Welsford Cameron Meyer Alexander Porter Nicholas Yallouris Kelland O'Brien Rohan Wight 3:51,503 | Nueva Zelanda Regan Gough Pieter Bulling Dylan Kennett Nicholas Kergozou 3:53,979                                  | Italia · Simone Consonni · Liam Bertazzo · Filippo Ganna · Francesco Lamon · Michele Scartezzini · 3:56,935 |
| 1 km contrarreloj (16.04)       | François Pervis Francia 1:00,714                                                                                 | Tomáš Bábek · República Checa Quentin Lafargue · Francia · 1:01,048                                                | — |
| Carrera por puntos (14.04)      | Cameron Meyer Australia 76 pts.                                                                                  | Kenny De Ketele · Bélgica · 40 pts.                                                                                | Wojciech Pszczolarski · Polonia · 40 pts.                                                                   |
| Scratch (13.04)                 | Adrian Tekliński · Polonia                                                                                       | Lucas Liß · Alemania                                                                                               | Christopher Latham Reino Unido                                                                              |
| Keirin (13.04)                  | Azizulhasni Awang Malasia                                                                                        | Fabián Puerta Zapata · Colombia                                                                                    | Tomáš Bábek · República Checa                                                                               |
| Madison (16.04)                 | Morgan Kneisky Benjamin Thomas Francia 45 pts.                                                                   | Cameron Meyer Callum Scotson Australia 41 pts.                                                                     | Moreno De Pauw · Kenny De Ketele · Bélgica · 32 pts.                                                        |
| Ómnium (15.04)                  | Benjamin Thomas Francia 148 pts.                                                                                 | Aaron Gate Nueva Zelanda 147 pts.                                                                                  | Albert Torres Barceló · España · 138 pts.                                                                   |

### Femenino
| Evento                          | Oro                                                                               | Plata                                                                        | Bronce                                                                                               |
| ------------------------------- | --------------------------------------------------------------------------------- | ---------------------------------------------------------------------------- | --- |
| Velocidad individual (14.04)    | Kristina Vogel · Alemania                                                         | Stephanie Morton Australia                                                   | Lee Wai Sze Hong Kong                                                                                |
| Velocidad por equipos (12.04)   | Rusia · Daria Shmeliova · Anastasiya Voinova · 32,520                             | Australia Kaarle McCulloch Stephanie Morton 32,649                           | Alemania · Miriam Welte · Kristina Vogel · 32,609                                                    |
| Persecución individual (15.04)  | Chloé Dygert Estados Unidos 3:24,641                                              | Ashlee Ankudinoff Australia 3:31,784                                         | Kelly Catlin Estados Unidos 3:30,365                                                                 |
| Persecución por equipos (13.04) | Estados Unidos Kelly Catlin Chloé Dygert Kimberly Geist Jennifer Valente 4:19,413 | Australia Amy Cure Ashlee Ankudinoff Alexandra Manly Rebecca Wiasak 4:19,830 | Nueva Zelanda Racquel Sheath Rushlee Buchanan Kirstie James Jaime Nielsen Michaela Drummond 4:21,778 |
| 500 m contrarreloj (15.04)      | Daria Shmeliova · Rusia · 33,282                                                  | Miriam Welte · Alemania · 33,382                                             | Anastasiya Voinova · Rusia · 33,454                                                                  |
| Carrera por puntos (16.04)      | Elinor Barker Reino Unido 59 pts.                                                 | Sarah Hammer Estados Unidos 51 pts.                                          | Kirsten Wild · Países Bajos · 35 pts.                                                                |
| Scratch (12.04)                 | Rachele Barbieri · Italia                                                         | Elinor Barker Reino Unido                                                    | Jolien D'Hoore · Bélgica                                                                             |
| Keirin (16.04)                  | Kristina Vogel · Alemania                                                         | Martha Bayona Pineda · Colombia                                              | Nicky Degrendele · Bélgica                                                                           |
| Madison (15.04)                 | Lotte Kopecky · Jolien D'Hoore · Bélgica · 44 pts.                                | Elinor Barker Emily Nelson Reino Unido 34 pts.                               | Amy Cure Alexandra Manly Australia 25 pts.                                                           |
| Ómnium (14.04)                  | Katie Archibald Reino Unido 123 pts.                                              | Kirsten Wild · Países Bajos · 115 pts.                                       | Amy Cure Australia 115 pts.                                                                          |

## Medallero
| Núm. | País            | Oro | Plata | Bronce | Total |
| ---- | --------------- | --- | ----- | ------ | ----- |
| 1    | Australia       | 3   | 5     | 3      | 11    |
| 2    | Francia         | 3   | 1     | 1      | 5     |
| 3    | Rusia           | 3   | 0     | 1      | 4     |
| 4    | Alemania        | 2   | 2     | 1      | 5     |
| 4    | Reino Unido     | 2   | 2     | 1      | 5     |
| 6    | Estados Unidos  | 2   | 1     | 1      | 4     |
| 7    | Nueva Zelanda   | 1   | 2     | 2      | 5     |
| 8    | Bélgica         | 1   | 1     | 3      | 5     |
| 8    | Italia          | 1   | 1     | 1      | 3     |
| 10   | Polonia         | 1   | 0     | 1      | 2     |
| 11   | Malasia         | 1   | 0     | 0      | 1     |
| 12   | Países Bajos    | 0   | 3     | 1      | 4     |
| 13   | Colombia        | 0   | 2     | 0      | 2     |
| 14   | República Checa | 0   | 1     | 1      | 2     |
| 15   | España          | 0   | 0     | 1      | 1     |
| 15   | Hong Kong       | 0   | 0     | 1      | 1     |
|      | TOTAL           | 20  | 21    | 19     | 60    |